# Fissicrambus profanellus
Fissicrambus profanellus là một loài bướm đêm thuộc họ Crambidae. Nó được tìm thấy ở phần phía nam của Hoa Kỳ (bao gồm Alabama, Florida, South Carolina và Texas), the Vùng Caribe (bao gồm Jamaica và quần đảo Virgin) và Trung Mỹ (bao gồm Nicaragua).
Sải cánh dài khoảng 23 mm.